# Saison 2020-2021 de la Berrichonne de Châteauroux
Maillots
Chronologie
Saison précédente
La saison 2020-2021 de La Berrichonne de Châteauroux, club de football français, voit le club évoluer en Ligue 2 pour la 4e saison consécutive.
Le club dispute sa 41e saison au deuxième échelon du football français et établira un nouveau record de match disputé par une équipe à ce niveau.
Nicolas Usaï commence la saison et il est remplacé par Olivier Saragaglia en cours de saison.

## Équipe professionnelle

### Tableau des transferts
| Nom                     | Nationalité | Poste     | Transfert      | Fin du contrat | Provenance/Destination      | Division    |
| ----------------------- | ----------- | --------- | -------------- | -------------- | --------------------------- | ----------- |
| Arrivées                |             |           |                |                |                             |             |
| Leandro Morante         | France      | Défenseur | Transfert      | 2022           | AS Béziers                  | National 2  |
| Amir Nouri              | France      | Milieu    | Transfert      | 2022           | KSV Roulers                 | Division 1B |
| Ibrahim Cissé           | France      | Défenseur | Prêt           | 2021           | OGC Nice                    | Ligue 1     |
| Prolongations           |             |           |                |                |                             |             |
| Départs                 |             |           |                |                |                             |             |
| Cheick Fantamady Diarra | France      | Attaquant | Transfert      | -              | USL Dunkerque               | Ligue 2     |
| Axel Dutoit             | France      | Défenseur | Transfert      | -              | FC Gueugnon                 | National 3  |
| Valentin Vanbaleghem    | France      | Milieu    | Fin de contrat | -              | -                           | -           |
| Brian Chevreuil         | France      | Attaquant | Fin de contrat | -              | -                           | -           |
| Sékou Condé             | Guinée      | Défenseur | Fin de contrat | -              | -                           | -           |
| Andrew Jung             | France      | Attaquant | Prêt           | -              | US Quevilly-Rouen Métropole | National    |

| Nom          | Nationalité | Poste     | Transfert | Fin du contrat | Provenance/Destination | Division |
| ------------ | ----------- | --------- | --------- | -------------- | ---------------------- | -------- |
| Arrivées     |             |           |           |                |                        |          |
| Yanis Merdji | France      | Attaquant | Transfert | 2021           | AJ Auxerre             | Ligue 2  |

| Nom             | Nationalité | Poste      | Transfert | Fin du contrat | Provenance/Destination | Division    |
| --------------- | ----------- | ---------- | --------- | -------------- | ---------------------- | ----------- |
| Arrivées        |             |            |           |                |                        |             |
| Benoît Cauet    | France      | Entraîneur | Libre     | 2021           | -                      | -           |
| Thibault Vargas | France      | Défenseur  | Prêt      | 2021           | Montpellier HSC        | Ligue 1     |
| Prince Ibara    | Congo       | Attaquant  | Prêt      | 2021           | K Beerschot VA         | Division 1A |
| Marcin Bułka    | Pologne     | Gardien    | Prêt      | 2021           | Paris Saint-Germain    | Ligue 1     |
| Kalidou Sidibé  | France      | Milieu     | Prêt      | 2021           | Toulouse FC            | Ligue 2     |
| Départs         |             |            |           |                |                        |             |
| Nicolas Usaï    | France      | Entraîneur | -         | -              | -                      | -           |

## Résumé de la saison

### Championnat

#### Matchs allers
| Date       | N o | Adversaire             | Lieu | Résultat | Buteurs pour Châteauroux    | Points | Classement |
| ---------- | --- | ---------------------- | ---- | -------- | --------------------------- | ------ | ---------- |
| 22/08/2020 | J01 | AC Ajaccio             | Ext. | 0 - 1    | Nouri 78e                   | 3      | 5          |
| 29/08/2020 | J02 | AJ Auxerre             | Dom. | 1 - 2    | Mulumba 66e                 | 3      | 10         |
| 12/09/2020 | J03 | Valenciennes FC        | Ext. | 1 - 0    | -                           | 3      | 12         |
| 19/09/2020 | J04 | Amiens SC              | Dom. | 0 - 0    | -                           | 4      | 14         |
| 26/09/2020 | J05 | FC Chambly Oise        | Ext. | 2 - 1    | Keny 45+2e                  | 4      | 18         |
| 03/10/2020 | J06 | Chamois niortais FC    | Dom. | 2 - 0    | Tormin 37e, Mulumba 87e     | 7      | 13         |
| 17/09/2020 | J07 | Le Havre AC            | Ext. | 1 - 1    | Sunu 16e                    | 8      | 15         |
| 24/09/2020 | J08 | Paris FC               | Dom. | 1 - 2    | Grange 45+2e                | 8      | 16         |
| 31/10/2020 | J09 | AS Nancy-Lorraine      | Ext. | 2 - 1    | Grange 15e                  | 8      | 17         |
| 07/11/2020 | J10 | Pau FC                 | Dom. | 0 - 3    | -                           | 8      | 19         |
| 21/11/2020 | J11 | FC Sochaux-Montbéliard | Dom. | 2 - 1    | Sunu 90+1e, Gonçalves 90+3e | 11     | 16         |
| 28/11/2020 | J12 | SM Caen                | Ext. | 1 - 1    | Nouri 66e                   | 12     | 15         |
| 01/12/2020 | J13 | Grenoble Foot 38       | Dom. | 0 - 1    | -                           | 12     | 17         |
| 05/12/2020 | J14 | USL Dunkerque          | Ext. | 2 - 0    | -                           | 12     | 18         |
| 12/12/2020 | J15 | Toulouse FC            | Dom. | 0 - 3    | Operi 85e (csc)             | 12     | 18         |
| 18/12/2020 | J16 | Rodez AF               | Ext. | 1 - 1    | Boukari 68e                 | 13     | 19         |
| 22/12/2020 | J17 | Clermont Foot 63       | Dom. | 0 - 1    | -                           | 13     | 20         |
| 05/01/2021 | J18 | ESTAC Troyes           | Ext. | 2 - 0    | -                           | 13     | 20         |
| 08/01/2021 | J19 | EA Guingamp            | Dom. | 2 - 3    | Mulumba 77e, Operi 79e      | 13     | 20         |

#### Matchs retours
| Date       | N o | Adversaire             | Lieu | Résultat | Buteurs pour Châteauroux                        | Points | Classement |
| ---------- | --- | ---------------------- | ---- | -------- | ----------------------------------------------- | ------ | ---------- |
| 16/01/2021 | J20 | AJ Auxerre             | Ext. | 4 - 1    | Merdji 36e                                      | 13     | 20         |
| 23/01/2021 | J21 | Valenciennes FC        | Dom. | 3 - 3    | Ntim 15e (csc), Chouaref 87e, Gonçalves 90e     | 14     | 20         |
| 31/01/2020 | J22 | Amiens SC              | Ext. | 1 - 0    | -                                               | 14     | 20         |
| 02/02/2021 | J23 | FC Chambly Oise        | Dom. | 4 - 0    | Grange 55e (pen.), Doucouré 72e 87e, Merdji 85e | 17     | 20         |
| 05/02/2021 | J24 | Chamois niortais FC    | Ext. | 1 - 1    | Ibara 14e                                       | 18     | 20         |
| 13/02/2021 | J25 | Le Havre AC            | Dom. | 0 - 1    | -                                               | 18     | 20         |
| 20/02/2021 | J26 | Paris FC               | Ext. | 1 - 0    | -                                               | 18     | 20         |
| 27/02/2021 | J27 | AS Nancy-Lorraine      | Dom. | 1 - 4    | Ibara 72e                                       | 18     | 20         |
| 02/03/2021 | J28 | Pau FC                 | Ext. | 1 - 0    | -                                               | 18     | 20         |
| 13/03/2021 | J29 | FC Sochaux-Montbéliard | Ext. | 0 - 0    | -                                               | 19     | 20         |
| 20/03/2021 | J30 | SM Caen                | Dom. | 2 - 2    | Tormin 9e, Grange 13e (pen.)                    | 20     | 20         |
| 03/04/2021 | J31 | Grenoble Foot 38       | Ext. | 2 - 2    | Ibara 36e, Tormin 54e                           | 21     | 20         |
| 10/04/2021 | J32 | USL Dunkerque          | Dom. | 1 - 2    | Grange 24e                                      | 21     | 20         |
| 17/04/2021 | J33 | Toulouse FC            | Ext. | 1 - 0    | -                                               | 21     | 20         |
| 20/04/2021 | J34 | Rodez AF               | Dom. | 1 - 1    | Bonny 77e                                       | 22     | 20         |
| 26/04/2021 | J35 | Clermont Foot 63       | Ext. | 2 - 1    | Grange 72e                                      | 22     | 20         |
| 01/05/2021 | J36 | ESTAC Troyes           | Dom. | 1 - 2    | M'Boné 20e                                      | 22     | 20         |
| 08/05/2021 | J37 | EA Guingamp            | Ext. | 2 - 0    | -                                               | 22     | 20         |
| 15/05/2021 | J38 | AC Ajaccio             | Dom. | 0 - 0    | -                                               | 23     | 20         |

#### Classement
Extrait du classement de Ligue 2 2020-2021
| Rang | Équipe                  | Pts | J  | G  | N  | P  | Bp | Bc | Diff | Promotion, qualification ou relégation |
| ---- | ----------------------- | --- | -- | -- | -- | -- | -- | -- | ---- | -------------------------------------- |
| 16   | USL Dunkerque P         | 41  | 38 | 10 | 11 | 17 | 34 | 47 | −13  |                                        |
| 17   | SM Caen                 | 41  | 38 | 9  | 14 | 15 | 34 | 49 | −15  |                                        |
| 18   | Chamois niortais FC (O) | 41  | 38 | 9  | 14 | 15 | 34 | 58 | −24  | Participation au barrage de relégation |
| 19   | FC Chambly (R)          | 38  | 38 | 9  | 11 | 18 | 41 | 64 | −23  | Relégation en National                 |
| 20   | LB Châteauroux (R)      | 23  | 38 | 4  | 11 | 23 | 32 | 58 | −26  | Relégation en National                 |

### Coupe de France
| Date       | N o     | Adversaire | Lieu | Résultat | Buteurs pour Châteauroux |
| ---------- | ------- | ---------- | ---- | -------- | ------------------------ |
| 19/01/2021 | 8e tour | AC Ajaccio | Dom. | 0 - 2    | -                        |